# Nishi Kosuke
Kosuke Nishi (sinh ngày 8 tháng 4 năm 1998) là một cầu thủ bóng đá người Nhật Bản.

## Sự nghiệp câu lạc bộ
Kosuke Nishi đã từng chơi cho Kataller Toyama.